# テクノ (香川県の株式会社)
テクノ株式会社は、香川県高松市に本社を置く運転代行・電話代行業者。

## 概要
1981年設立。昼と夜で事業内容が異なるという特徴を持つ。
夜の事業である運転代行部門は本社のある高松市の他にも丸亀市、観音寺市にも営業所を置き、随伴車の数はあわせて200台を超え、県下では他の追随を許さず、全国でも有数の規模を誇る。香川県公安委員会認定第1号。また、関連企業の株式会社コスモシステムはテクノブランドのタクシー事業に進出した。既存のタクシー会社2社を傘下に収めている。
昼の事業の電話代行部門は「テクノ秘書センター」のブランドで営業している。